# 3상전력

3상전력을 이용한 회로의 전류 흐름 모식도.

3상전력이란 3상교류에 의해 공급되거나 소비되는 전력을 말하며, 3개의 선간 전압 및 선전류가 평형하고 있을 때 다음 식으로 계산된다.
{\displaystyle V_{p}} : 상전압, {\displaystyle V_{L}} : 선전압
{\displaystyle P=3V_{p}i={\sqrt {3}}V_{l}i}
한국에서 사용하는 가정용 단상전력이 220V인 것에 비해 3상은 그 루트3배인 380V다. 일반 가정 집에서는 220V의 전력으로 충분하지만 산업 현장에서 동력 모터를 가동하기 위해서는 220V로 전력이 부족하기 때문에 380V의 전원을 사용한다. 3상의 선간전압은 380V이고 세개의 상중 한 개의 상과 중성선 N선의 전압은 220V이다. 세개의 상 간에는 120도의 위상차가 존재한다. 그것을 벡터로 계산하면 한 개의 상은 전체 상의 루트 3분의 1이 된다. 3상은 산업 현장의 동력 모터 뿐만 아니라 일반 건물 분전반에서도 사용된다. 3선 전류는 말 그대로 전류의 상이 3개이다. 상이 3개 이면 전력 공급의 안정성을 확보 할 수 있다.

## 3상을 사용하는 이유
- 일정 출력이기 때문이다. 단상은 전압이 사인파형으로 오르락 내리락 하므로 전달되는 전력이 사인파이다. 그러나 3상은 전력이 일정하다.

- 전기기계가 대부분이 동력용이기 때문이다. 3상은 모터의 기동토크를 특별한 장치 없이도 원하는 방향으로 움직일 수 있게 해 준다. 단상의 경우 기동토크가 없기 때문에 원하는 방향으로 기동하기 위해서는 캐패시터를 달거나 인버터를 사용해야 한다.

- 단상에 비해 송배전이 경제적으로 이루어진다. 멀리 있는 발전소에서부터 일반 공장이나 가정으로 오는 동안의 손실과 시설비를 줄일 수 있다. 3상 전력은 매 순간 흐르는 세 전선의 전체 전류의 합이 0이기 때문에 쓰고 남은 전력이 돌아가는 전선이 필요하지 않다. 따라서 세가닥이면 충분하다.

한가닥을 더 연결하여 3상을 만들면 단상(두가닥)에 비해 구리를 50% 늘려 73%의 전력을 더 전달 할 수 있으며 같은 전력일 때는 단상으로 전송 할 때의 75%만큼의 구리선이면 충분하다.

## 원리

대칭형 3상 전원 시스템에서, 3개의 도체는 각각 일반 기준으로 하지만 3분의 1주기의 위상차와 동일한 주파수와 전압의 진폭에 대한 교류를 운반한다.

## 같이 보기
- Y-Δ 변환